# كربونات السيزيوم
 كربونات السيزيوم  مركب كيميائي له الصيغة Cs2CO3، ويكون على شكل بلورات بيضاء.

## الخواص
- ينحل كربونات السيزيوم بشكل جيد جداً في الماء، كما أن بلوراته تتسيل عند التماس مع الهواء الرطب.[3] تكون للمحاليل المائية من كربونات السيزيوم صفة قلوية، وذلك بشكل مشابه لكربونات الفلزات القلوية. ينحل كربونات السيزيوم في المحلات العضوية [4] مثل ثنائي إيثيل الإيثر والإيثانول.

## التحضير
يحضر كربونات السيزيوم من مزيج معدني بولوسيت Pollucite، وإسبودوميناللذان يسخنان تحت الضغط بوجود هيدروكسيد الكالسيوم إلى درجة حرارة 220°س، ثم بإجراء عملية ترشيح من سيليكات الكالسيوم غير المنحلة. ثم يجري ترسيب الأملاح الأخرى الموجودة على شكل كربونات بتمرير غاز ثنائي أكسيد الكربون على الوسط، فيبقى كربونات السيزيوم على شكل محلول قلوي. تجري عملية تعديل للمحلول باستخدام حمض الكبريتيك، فنحصل على شب الألومنيوم والسيزيوم. وبإجراء عملية إعادة بلورة نحصل على شكل أنقى من الشب. بعد ذلك نحصل على كربونات السيزيوم بشكل نقي بتمرير غاز ثنائي أكسيد الكربون على محلول الشب النقي.

## الاستخدامات
- يستخدم كربونات السيزيوم في الكيمياء العضوية من أجل توفير وسط قلوي للتفاعلات العضوية نتيجة انحلاله الجيد بالمحلات العضوية. فعلى سبيل المثال يستخدم كربونات السيزيوم في تفاعلات الأسترة، وفي تشكيل الحلقات الضخمة Macrocycles، إذ وجد أن مردود التفاعل يكون أكبر عتدما تستخدم كربونات السيزيوم بدلاً من كربونات الفلزات القلوية الأخرى.[4]
- يستخدم لتحضير مركبات السيزيوم الأخرى مثل أزيد السيزيوم.[5]